# غرانت كيكانا
غرانت كيكانا (بالإنجليزية: Grant Kekana)‏ (31 أكتوبر 1992 ببولوكوان في جنوب أفريقيا - ) هو لاعب كرة قدم جنوب أفريقي في مركز الدفاع. لعب مع سوبر سبورت يونايتد ونادي جامعة بريتوريا.